# Kansai Collegiate American Football League
Kansai Collegiate American Football League (oficjalny skrótowiec: KCAFL) – japońska akademicka liga futbolu akademickiego w regionie Kansai.  Występuje w niej 53 drużyn w trzech klasach rozgrywkowych (Division I, Division II oraz Division III). Zwycięzca ligi gra ze zwycięzcami Kyūshū Leage, Chushikoku League, Tōkai League i Hokuriku League o mistrzostwo zachodniej Japonii w meczu zwanym Flash Bowl.

## Drużyny Division I 2023
- Kwansei Gakuin University Fighters
- Ritsumeikan University Panthers
- Kansai University Kaisers
- Kyōto University Gangsters
- Kinki University Devils
- Kobe University Ravens
- Konan Red Gang
- Momoyama Gakuin University Thundering Legion Lions